# 矢口啓一郎
矢口 啓一郎（やぐち けいいちろう、1980年5月17日- ）は、群馬県出身の競輪選手。日本競輪学校第86期。同期には、井上昌己、村上博幸、稲垣裕之、植松仁らがいる。登録番号013760。座右の銘は「克己」。

## 略歴
高崎経済大学附属高等学校卒業。在学時は空手部に所属していた。2001年8月8日、宇都宮競輪場でデビューし1着。及び当開催の完全優勝も記録。2002年にアテネオリンピックを視野に入れた強化指定選手に選出される。
2003年、メキシコ・アグアスカリエンテスで開催された、UCIトラックワールドカップのケイリンを優勝。同大会同種目としては、1999年の太田真一に次ぐ優勝記録となった。翌2004年、四日市競輪場で開催されたアジア自転車競技選手権大会のケイリンでも優勝。アテネオリンピックの日本代表候補にも上ったが、同年のメルボルンで開催された世界自転車選手権で振るわず、オリンピック出場は絶たれた。
その後は日本ナショナルチームから離れ、競輪選手としての活動に専念している。2009年の大宮記念（GIII）で記念初優勝。同年の地元前橋記念（GIII）では、準決勝の落車により肋骨を骨折しながらも優勝している。
GI戦線の常連として長年S級で活躍したが、2017年の日本選手権競輪出場を最後に特別競輪の舞台からは遠ざかっている。2023年前期には、2002年後期以来となるA級1班へ降班した。